# Premio UEFA Maurice Burlaz
El Premio Maurice Burlaz es un galardón que concede la UEFA desde 1990 y de carácter bienal, en el que se premia a la federación con mejores categorías inferiores del fútbol europeo. 
El premio se concede en función de los resultados de las categorías inferiores en los campeonatos de Europa de categorías Sub-17 y Sub-19 masculino, de las ediciones disputadas en ese periodo (ambos campeonatos se celebran anualmente), realizándose el proceso de cuantificación de puntos en función del puesto final en el que cada selección haya finalizado en dichas competiciones; el equipo vencedor del campeonato recibe 8 puntos, el subcampeón 7 puntos, los semifinalistas 6, los terceros clasificados en la fase de grupos reciben 2 y los cuartos de cada grupo 1.

## Palmarés
| Edición | Año  | Ganador             |
| ------- | ---- | ------------------- |
| 1.ª     | 1990 | Portugal (FPF)      |
| 2.ª     | 1992 | Alemania (DFB)      |
| 3.ª     | 1994 | España (RFEF)       |
| 4.ª     | 1996 | España (RFEF)       |
| 5.ª     | 1998 | España (RFEF)       |
| 6.ª     | 2000 | Portugal (FPF)      |
| 7.ª     | 2002 | España (RFEF)       |
| 8.ª     | 2004 | España (RFEF)       |
| 9.ª     | 2006 | España (RFEF)       |
| 10ª     | 2007 | España (RFEF)       |
| 11.ª    | 2009 | Alemania (DFB)      |
| 12.ª    | 2011 | España (RFEF)       |
| 13.ª    | 2013 | Francia (FFF)       |
| 14.ª    | 2015 | Alemania (DFB)      |
| 15.ª    | 2017 | Inglaterra (The FA) |